# Asura terminata
Asura terminata là một loài bướm đêm thuộc phân họ Arctiinae, họ Erebidae.